# Rivière Famine
Der Rivière Famine ist ein rechter Nebenfluss des Rivière Chaudière in der kanadischen Provinz Québec.

## Flusslauf
Der Rivière Famine entspringt bei Sainte-Justine in der regionalen Grafschaftsgemeinde Les Etchemins. Er fließt in südsüdwestlicher Richtung in die MRC Beauce-Sartigan, wo er in der Stadt Saint-Georges in den Fluss Rivière Chaudière mündet. Der Rivière Famine hat eine Länge von 48 km. Er entwässert ein Areal von 704 km². Der mittlere Abfluss beträgt 14,9 m³/s. Größere Nebenflüsse sind Rivière à la Raquette von rechts sowie Rivière Veilleux und Rivière des Abénaquis von links. Am Flusslauf befinden sich mehrere Stromschnellen und Wasserfälle, darunter einer im Canton de Watford, wo sein Wasser 13 m in die Tiefe fällt.